# Уть-Сюмсинский
Уть-Сюмсинский — выселок в Селтинском районе Удмуртской республики.

## География
Находится в западной части Удмуртии на расстоянии приблизительно 28 км на северо-запад по прямой от районного центра села Селты.

## История
Известен с 1891 года, в 1893 году здесь (выселок из Уть-Сюмси) был 21 двор, в 1905 −26, в 1924 (выселок Усть-Сюмси) — 31. Современное название с 1935 года. До 2021 года входил в состав Копкинского сельского поселения.

## Население
Постоянное население составляло 150 человек (1893 год, удмурты), 191 (1905), 223 (1924), 15 человек в 2002 году (русские 33 %, удмурты 60 %), 8 в 2012.